# (1735) ITA
(1735) ITA ist ein Asteroid des Hauptgürtels, der am 10. September 1948 von der russischen Astronomin Pelageja Fjodorowna Schain am Krim-Observatorium in Simejis entdeckt wurde.
Der Name des Asteroiden stellt die Abkürzung des Instituts für theoretische Astronomie dar.